# 午夜來嚇系列
《午夜來嚇系列》（英語：Paranormal Activity）是自2007年起開始上映的一系列超自然恐怖電影，原作由歐倫·佩利創作。此系列每部劇情以不同的家庭為背景，他們主要圍繞在被《多俾亞傳》中的惡魔阿斯摩太「托比」騷擾的超自然恐怖經歷，在電影過程中跟踪、恐嚇並最終謀殺幾名家庭成員和其他旁觀者。該系列使用了設置為攝影機或其他記錄設備的製作攝影機，將電影呈現「尋獲佚失影片」。
該系列所有電影的整體評價褒貶不一，第一部和第三部影片獲得普遍正面評價，第二部和第五部影片獲得褒貶不一的評價，而第四部、第六部和第七部則獲得了負面評價居多。該系列在票房上取得了成功，基於投資回報獲得豐厚的利潤。整個系列的票房收入是總預算的三十多倍。

## 電影

### 《午夜靈異錄像》（2007）
《靈動：鬼影實錄》是2007年美國恐怖偽紀錄式電影，是新導演歐倫·佩利的處女作。其佳績是僅以15,000元美金的超低成本完成並在美國獲取逾逾一億美金的票房紀錄，總票房則接近2億。電影結局有總共三個，分別於2007年、2009年及2010年上映。
故事發生在2006年10月，一對年輕夫婦凱蒂和米卡最近搬到了加州聖地亞哥的新房，他們遭到曾經跟蹤凱蒂的惡魔的騷擾。

### 《午夜來嚇》（2010）
《鬼入鏡》是2010年美國超自然恐怖片，為上集《靈動：鬼影實錄》的續集。由導演陶德·威廉斯執導。其佳績是以三百萬美金成本換取超過1.4億的票房收入。
故事發生在2006年8月，即第一部電影發生的兩個月前，凱蒂的妹妹克里斯蒂和她的家人住在加州卡爾斯巴德，在她的孩子亨特出生後，他們經歷了奇怪的超自然現象，之後故事主線時間點回到現在，承接第一部劇情的後續。影片使用安全攝影機，在某些場景中也使用手持攝影機來拍攝屋內的活動。

### 《午夜再來嚇》（2011）
《午夜再來嚇》是2011年上映的超自然恐怖電影，為故事前傳。導演為Henry Joost和Ariel Schulman。其佳績為用五百萬成本換來超越2億美元的票房收入，成為本系列第一位票房收入的電影。
故事以1988年9月為背景，講述年輕的凱蒂和克里斯蒂，她們與母親朱莉和她的男友丹尼斯住在加利福尼亞州聖羅莎。他們經歷目擊超自然現象事件並首次遇到惡魔阿斯摩太「托比」。出於擔憂，丹尼斯決定在他的朋友蘭迪的幫助下在房子周圍安裝幾個攝像頭，蘭迪也遇到了「托比」。房子周圍設置了許多攝影機，其中一個連接到一個小型振動風扇，該風扇將攝影機在廚房區域和客廳之間來回移動。本片也使用了主要由丹尼斯拍攝的手持攝影機。

### 《灵动：鬼影实录4》（2012）
故事以2011年11月為背景，講述了亞歷克斯·尼爾森（Alex Nelson）和她的家人居住在內華達州亨德森的一個社區的故事。凱蒂和她神秘的兒子羅比搬到該社區的對面，而亞歷克斯的家庭開始經歷關於養弟懷特的神祕過去。亞歷克斯在男友班的幫助下，透過MacBook網路攝影機、攝影機、iPhone攝影機和Kinect技術拍攝了整個事件。

### 《鬼影实录：诅咒》（2014）
影片以2012年6月為背景，講述加州奧克斯納德的一個拉丁裔社區的故事，一群高中畢業生無意間與惡靈打交道，而惡靈已經「標記」了其中一個人，使標記者將會成為惡靈的宿主。本片使用基本的記錄工具和以前電影中的線索來記錄自己的經歷，並試圖了解發生在他們身上的事情，之後故事後期穿插一小段《靈動：鬼影實錄》的後續。《詛咒》是本系列中由凱蒂·費瑟史東主演的最後一部電影。

### 《鬼入鏡：鬼界》（2015）
本片和「凱蒂和克里斯蒂」篇章的故事線有關聯，因此本集被影迷稱為本傳第五部(2014的詛咒算衍生出來的支線，不屬於本傳系列)。故事的開頭前段一部分承接《鬼入鏡3》的後續，之後主線影片開始以2013年12月為背景，講述了弗利格斯一家三口搬到加利福尼亞州聖羅莎的一所房子（同時也是凱蒂和克里斯蒂當年小時候居住的房子）後，發現了幾盤以1992年為背景的錄像帶，這些錄像帶顯示當年凱蒂和克里斯蒂正在進行他們的入會儀式—惡魔集會。當女兒萊拉（Leila）成為目標時，這個家庭開始被惡魔「托比」騷擾(此惡魔為第三集的惡魔)，因為她與《靈動：鬼影實錄2》中的亨特出生在同一天。除了普通的錄影機之外，這弗利格斯一家還發現了一種獨特的特製錄影機，可以清晰地顯示超自然現象，他們用它來記錄日益增加的超自然現象活動。

### 《鬼入鏡：血親之謎》（2021）
第七部《血親之謎》（Next of Kin）由威廉尤班克（William Eubank）執導，克里斯多福蘭登（Christopher Landon）編劇。原定於2021年3月19日上映，推遲至10月29日。由於嚴重特殊傳染性肺炎疫情對電影業的影響對影院造成負面影響，本作直接跳過了院線上映，而是推遲到10月29日上映。在串流媒體派拉蒙+發布。
故事講述一名叫瑪格的少女，她和她的兩位朋友試圖製作一部關於艾美許人小鎮的紀錄片，並試圖了解更多關於瑪格神秘的過去而來到這裡，結果卻發現了小鎮所隱瞞的駭人真相。雖然本作沒有涉及前六部電影中的事件，和2014的「詛咒」相同，本集也不屬於本傳系列，但《血親之謎》仍然有輕微的關聯性，因為本作以2011年作為前傳的第3部、2015的「鬼界」同一個惡魔、對手「托比」為主角，又名《托比之書》中的「阿斯摩太」。

## 相關電影

### 《靈動2：東京實錄》（2010）
《靈動2：東京實錄》則是日本拍攝的《午夜來嚇》日本版，其內容為銜接第一集的東洋版續集。於2010年11月20日在日本上映，導演為長江俊和，演員及場景皆在日本。此電影以約1.3百萬日元成本換取超過4千萬日元票房收入。